# ロバート・オーリー
ロバート・キース・オーリー (Robert Keith Horry, 1970年8月25日 - ) は、アメリカ合衆国アラバマ州アンダルシア生まれの元バスケットボール選手。
キャリアを通して、決してスターと呼べるほどの選手でもチームのエースでもないロールプレイヤーであったが、優れたクラッチシューターとして複数の強豪チームで"優勝請負人" として活躍し、引退までに所属した4チームのうちの3チームで優勝（ロケッツ2回、レイカーズで3回、スパーズ2回）し計7つのNBAチャンピオンリングを獲得した。これはマイケル・ジョーダンの6つを上回り、1959年からのボストン・セルティックス8連覇時代に同チームに所属していなかった選手としては合計7回の優勝は最多の記録である。

## 概要
彼のレギュラーシーズンの成績はとてもスーパースターと呼べるものではない。しかし、プレイオフやファイナルで最も大切な場面での神がかりなプレーぶりは、「ビッグショット・ロブ(Big Shot Rob)」と呼ばれNBAの歴史上でも屈指のクラッチシューターとして知られている。NBA優勝を7度経験している。ヒューストン・ロケッツで2回、ロサンゼルス・レイカーズで3回、サンアントニオ・スパーズで2回と過去3チームに渡りNBAチャンピオンとなる。これはジョン・サリー以来2人目である。
1992年全体11位でドラフト指名されてロケッツに入団する。1994年、1995年にロケッツの2連覇に貢献して、ファイナルでの1つのクオーターで5本の3ポイントシュートを決めている。

## 経歴
アンダルシア高校からアラバマ大学へ進み、アラバマ大学では、ラトレル・スプリーウェルともプレーした。

### ロケッツ
1992-93シーズン、ドラフト１巡目11位でヒューストン・ロケッツに入団、このシーズンはオールルーキーセカンドチームに選出された。1993-94シーズン、ニューヨーク・ニックスとのファイナルでは7戦のうち4戦で2桁得点を決め、初のNBAチャンピオンとなった。翌1994-95シーズン、スパーズとのカンファレンスファイナルでは6戦中、4戦で二桁得点(第2戦では21ポイント、第6戦では22ポイントを記録)を決めてファイナルに進出、オーランド・マジックとのファイナルでは、出場した3試合でいずれも2桁得点を決めて、2度目のNBAチャンピオンとなった。この時、第2戦では7スティールを記録。第3戦では決勝点となった3ポイントを成功させた。ファイナルでは1試合平均17.8得点、10.0リバウンド、3.8アシスト、3.0スティール、2.3ブロック、3ポイント成功率37.9%の成績を残して優勝に貢献した。

### サンズ
1996-97シーズン、トレードでフェニックス・サンズへ移籍。

### レイカーズ
1996-97シーズン途中の1月、サンズからロサンゼルス・レイカーズへトレードで移籍、7シーズンで3度の優勝を経験、2001-2002シーズン、プレイオフ1回戦のポートランド・トレイルブレイザーズとの第3戦、試合終了直前にスリーポイントシュートで逆転勝ちに貢献、カンファレンス決勝でサクラメント・キングスと対戦したが1勝2敗で迎えた第4戦、4Qで残り12秒、スコアは97－99と2点ビハインドの状況で、同点を狙ったコービー・ブライアントのレイアップ、シャキール・オニールのリバウンドがどれも決まらず、万事休すかと思われた。しかし跳ね返ったボールはスリーポイントラインにいたロバート・オーリーの元へ。迷わずシュート放ち、それと同時にブザーが鳴り響く、ボールはリングへと吸い込まれ、スコアは100－99、奇跡の大逆転のブザービーターとなった。試合時間が残り僅か数秒で、2点リードされた中、決勝点となった3ポイントのブザービーター、チームに逆転勝ちをもたらしたこの試合はレイカーズでの語り草となっている。

### スパーズ
2003年7月24日、サンアントニオ・スパーズと契約し、2003-04シーズンからはサンアントニオ・スパーズへ移籍。2004-2005シーズン、カンファレンスファイナルのサンズとの対戦では5戦中3戦で二桁得点を決め、ファイナル進出に貢献。デトロイト・ピストンズとのNBAファイナル第2戦で12得点を挙げて勝利。第5戦では、リチャード・ハミルトン越しに豪快にダンクシュートを決め、更にタイムアウト後にラシード・ウォーレスのマークを外して逆転の3ポイントシュートを決めるなど、5本の3ポイントを含む、21得点を決め、勝利をもたらした。第7戦でも15得点を決めてチームの勝利に貢献、通算6個目のチャンピオンリンクを獲得した。
2006-07シーズンのキャブスとのファイナルでは、得点は少なかったが、第1戦で6つのアシストを決めて勝利、第2戦では9個のリバウンドを記録して勝利するなど、チームに貢献し、自身7個目のチャンピオンリンクを獲得した。2007-08シーズン終了後、フリーとなるも、獲得するチームは現れず、そのまま引退に至った。
プレイオフ通算勝利数155勝は、レブロン・ジェームズ（162勝）、デレック・フィッシャー（161勝）、ティム・ダンカン（157勝）に次ぐ歴代4位である。引退後の2004年にはバスケットボール殿堂にノミネートされた。

## 人物
計4チームでプレーしたが、引退後も各チームの状況を気にかけており、現地時間2023年1月31日に行われたレイカーズ対ニックス戦で八村塁が当時レイカーズに移籍後最多の19得点、9リバウンド、1ブロックと躍動し、オーバータイム（OT）の末に勝利した際、テレビ番組で「ルイは最高のプレーをしている。さらにオフェンスで自信を増すことと、チームが彼を理解することを待つだけ」と称賛し太鼓判を押していた。

## 個人成績

### レギュラーシーズン
| シーズン   | チーム     | GP   | GS  | MPG  | FG%  | 3P%  | FT%  | RPG | APG | SPG | BPG | TO   | PPG  |
| ---------- | ---------- | ---- | --- | ---- | ---- | ---- | ---- | --- | --- | --- | --- | ---- | ---- |
| 1992-93    | HOU        | 79   | 79  | 29.5 | .474 | .255 | .715 | 5.0 | 2.4 | 1.0 | 1.0 | 1.97 | 10.1 |
| 1993-94    | HOU        | 81   | 81  | 29.3 | .459 | .324 | .732 | 5.4 | 2.9 | 1.5 | .9  | 1.69 | 9.9  |
| 1994-95    | HOU        | 64   | 61  | 32.4 | .447 | .379 | .761 | 5.1 | 3.4 | 1.5 | 1.2 | 1.91 | 10.2 |
| 1995-96    | HOU        | 71   | 71  | 37.1 | .410 | .366 | .776 | 5.8 | 4.0 | 1.6 | 1.5 | 2.25 | 12.0 |
| 1996-97    | PHO        | 32   | 15  | 22.5 | .421 | .308 | .640 | 3.7 | 1.7 | .9  | .8  | 1.44 | 6.9  |
| 1996-97    | LAL        | 22   | 14  | 30.7 | .455 | .329 | .700 | 5.4 | 2.5 | 1.7 | 1.3 | 1.18 | 9.2  |
| 1997-98    | LAL        | 72   | 71  | 30.4 | .476 | .204 | .692 | 7.5 | 2.3 | 1.6 | 1.3 | 1.38 | 7.4  |
| 1998-99    | LAL        | 38   | 5   | 19.6 | .459 | .444 | .739 | 4.0 | 1.5 | .9  | 1.0 | 1.29 | 4.9  |
| 1999-00    | LAL        | 76   | 0   | 22.2 | .438 | .309 | .788 | 4.8 | 1.6 | 1.1 | 1.0 | 0.96 | 5.7  |
| 2000-01    | LAL        | 79   | 1   | 20.1 | .387 | .346 | .711 | 3.7 | 1.6 | .7  | .7  | 1.00 | 5.2  |
| 2001-02    | LAL        | 81   | 23  | 26.4 | .398 | .374 | .783 | 5.9 | 2.9 | .9  | 1.1 | 1.09 | 6.8  |
| 2002-03    | LAL        | 80   | 26  | 29.3 | .387 | .288 | .769 | 6.4 | 2.9 | 1.2 | .8  | 1.40 | 6.5  |
| 2003-04    | SAS        | 81   | 1   | 15.9 | .405 | .380 | .645 | 3.4 | 1.2 | .6  | .6  | 0.68 | 4.8  |
| 2004-05    | SAS        | 75   | 16  | 18.6 | .419 | .370 | .789 | 3.6 | 1.1 | .9  | .8  | 0.92 | 6.0  |
| 2005-06    | SAS        | 63   | 3   | 18.8 | .384 | .368 | .647 | 3.8 | 1.3 | .7  | .8  | 0.65 | 5.1  |
| 2006-07    | SAS        | 68   | 8   | 16.5 | .359 | .336 | .594 | 3.4 | 1.1 | .7  | .6  | 0.65 | 3.9  |
| 2007-08    | SAS        | 45   | 5   | 13.0 | .319 | .257 | .643 | 2.4 | 1.0 | .5  | .4  | 0.49 | 2.5  |
| 通算：16年 | 通算：16年 | 1107 | 480 | 24.5 | .425 | .341 | .726 | 4.8 | 2.1 | 1.0 | .9  | 1.24 | 7.0  |

- 1998-99シーズンは50試合で打ち切り

### プレーオフ
| シーズン   | チーム     | GP  | GS  | MPG  | FG%  | 3P%  | FT%  | RPG | APG | SPG | BPG | TO   | PPG  |
| ---------- | ---------- | --- | --- | ---- | ---- | ---- | ---- | --- | --- | --- | --- | ---- | ---- |
| 1992-93    | HOU        | 12  | 12  | 31.2 | .465 | .300 | .741 | 5.2 | 3.2 | 1.5 | 1.3 | 2.33 | 10.3 |
| 1993-94    | HOU        | 23  | 23  | 33.8 | .434 | .382 | .765 | 6.1 | 3.6 | 1.5 | .9  | 1.17 | 11.7 |
| 1994-95    | HOU        | 22  | 22  | 38.2 | .445 | .400 | .744 | 7.0 | 3.5 | 1.5 | 1.2 | 1.14 | 13.1 |
| 1995-96    | HOU        | 8   | 8   | 38.5 | .407 | .396 | .435 | 7.1 | 3.0 | 2.6 | 1.6 | 1.88 | 13.1 |
| 1996-97    | LAL        | 9   | 9   | 31.0 | .447 | .429 | .778 | 5.3 | 1.4 | 1.1 | .8  | 1.22 | 6.7  |
| 1997-98    | LAL        | 13  | 13  | 32.5 | .557 | .353 | .683 | 6.5 | 3.1 | 1.1 | 1.1 | 1.38 | 8.6  |
| 1998-99    | LAL        | 8   | 0   | 22.1 | .462 | .417 | .786 | 4.5 | 1.4 | .8  | .8  | 0.88 | 5.0  |
| 1999-00    | LAL        | 23  | 0   | 26.9 | .407 | .288 | .702 | 5.3 | 2.5 | .9  | .8  | 1.30 | 7.6  |
| 2000-01    | LAL        | 16  | 0   | 23.9 | .368 | .362 | .591 | 5.2 | 1.9 | 1.4 | 1.0 | 1.13 | 5.9  |
| 2001-02    | LAL        | 19  | 14  | 37.0 | .449 | .387 | .789 | 8.1 | 3.2 | 1.7 | .8  | 1.58 | 9.3  |
| 2002-03    | LAL        | 12  | 10  | 31.1 | .319 | .053 | .556 | 6.7 | 3.1 | 1.2 | 1.0 | 1.42 | 5.6  |
| 2003-04    | SAS        | 10  | 0   | 21.1 | .465 | .364 | .929 | 6.3 | .9  | .8  | .2  | 1.00 | 6.1  |
| 2004-05    | SAS        | 23  | 0   | 26.9 | .448 | .447 | .732 | 5.4 | 2.0 | .9  | .9  | 0.87 | 9.3  |
| 2005-06    | SAS        | 13  | 5   | 17.2 | .405 | .353 | .731 | 3.7 | .8  | .4  | .7  | 0.77 | 4.2  |
| 2006-07    | SAS        | 18  | 0   | 20.1 | .417 | .351 | .824 | 3.9 | 1.6 | .6  | 1.3 | 0.78 | 4.3  |
| 2007-08    | SAS        | 15  | 0   | 10.3 | .194 | .227 | .667 | 2.1 | .5  | .3  | .3  | 0.13 | 1.5  |
| 出場：16回 | 出場：16回 | 244 | 116 | 28.0 | .426 | .359 | .722 | 5.6 | 2.4 | 1.1 | .9  | 1.16 | 7.9  |

### 1試合記録
- 得点：40（1995年11月16日）対ミルウォーキー・バックス
- リバウンド：15（2002年5月20日）※プレーオフ
- アシスト：10（1995年2月25日、1996年12月10日）
- スティール：7（1995年6月9日）※NBAファイナル第2戦
- ブロック：6（1996年3月19日）
- スリーポイント：9（1996年2月22日）

## その他
- 娘が1人いたが、重度の障害を持って生まれ、闘病の末2012年の他界した。